# Маслівська волость
Маслівська волость — адміністративно-територіальна одиниця Чигиринського повіту Київської губернії з центром у селі Маслівка.
Станом на 1886 рік складалася з 8 поселень, 8 сільських громад. Населення — 3273 особи (1593 чоловічої статі та 1680 — жіночої), 595 дворових господарства.
Наприкінці 1880-х років волость ліквідовано, поселення увійшли до складу Златопільської волості.
|                     | Площа, десятин | У тому числі орної, десятин |
| ------------------- | -------------- | --------------------------- |
| Сільських громад    | 2228           | 1889                        |
| Приватної власності | 6345           | 5172                        |
| Іншої власності     | 148            | 127                         |
| Загалом             | 8721           | 7188                        |

Поселення волості:
- Красний Кут — колишнє власницьке село при струмку Гнилом Толмачі за 110 верст від повітового міста, 392 особи, 66 дворів.
- Веселий Кут — колишнє власницьке село при струмку Чаптурки,  411 осіб, 89 дворів, православна церква, школа, постоялий будинок, ярмарок недільний.
- Маслівка — колишнє власницьке село при струмку Гнилом Толмачі,  298 осіб, 61 двір, православна церква, 2 постоялих будинки.
- Нечаєвка — колишнє власницьке село при струмку Гнилом Толмачі,  960 осіб, 178 дворів, православна церква, школа, 2 постоялих будинків
- Янопіль — колишнє власницьке село при струмку Висі,  378 осіб, 74 дворів, православна церква, школа, постоялий будинок, ярмарок по вівторках.